# 쩐반흐우

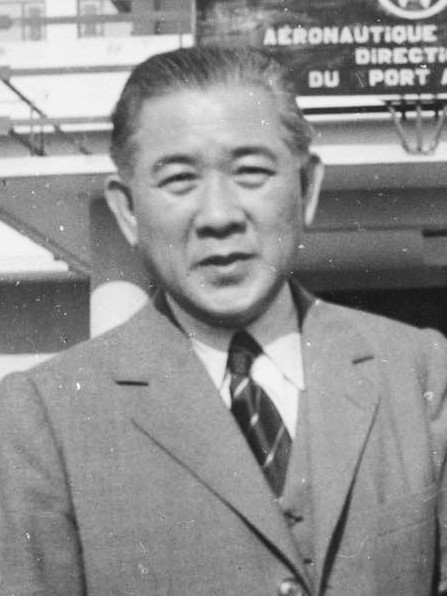
쩐반흐우

쩐반흐우(베트남어: Trần Văn Hữu, 1896년 ~ 1984년)는 베트남의 정치인이다.
1948년부터 1949년까지 코친차이나 공화국의 대통령을 역임했으며 1950년 4월 27일부터 1952년 6월 6일까지 남베트남의 총리를 역임했다. 1954년 응오딘지엠이 정권을 잡으면서 프랑스로 이주했고 1966년에는 교황 바오로 6세, 우 탄트 유엔 사무총장을 만났다.